# Халберштат D.I/III
Халберштат D.I/III је немачки ловачки авион. Авион је први пут полетео 1915. године. 

Авиони су учествовали у борбама на фронту током друге половине 1916. и почетком 1917, када су замењени авионом типа Албатрос .

## Пројектовање и развој
Халберштат D.I је прототип ловачког авионе изграђен у Немачкој у јесен 1915. године. Настао је као умањена верзија извиђачког авиона B.II исте фирме. Био је то конвенционални двокрилни авион са крилима једнаког размаха, фиксним стајним трапом и отвореном кабином. Мотор је био исти Мерцедес D.I који је био уграђен на B.II и један митраљез. Државна комисија је оценила да су перформансе прототипа неадекватне, па довођење летелице у прихватљив стандард резултирале новим авионом означен као Халберштадт D.II, чији је прототип полетео 1916. године.
Истовремено са серијском производњом авиона D.II, направљен је прототип авиона D.III који је такође први пут полетео 1916. године а који је имао мотор Аргус и још нека мала побољшања.

## Технички опис
Труп му је правоугаоног попречног пресека, дрвене решеткасте конструкције. Предњи део, у коме је био смештен мотор је био обложен алуминијумским лимом, на коме су се налазили отвори за излазак топлог ваздуха из моторског простора, део око кабина је био обложен дрвеном лепенком а остали део трупа је био облепљен платном. Носач мотора је био од заварених челичних цеви. Пилот је седео у отвореном кокпиту и био је заштићен малим ветробранским стаклом.
Авион је био опремљен течношћу хлађеним линијским моторима, Мерцедес D-II од 120 KS, или Аргус As II снаге 120 KS . Хладњак за воду се налазио изнад горњег крила авиона. На вратилу мотора је била причвршћена двокрака, вучна, дрвена елиса, непроменљивог корака.
Крила су била дрвене конструкције пресвучена импрегнираним платном релативно танког профила. Крилца за управљање авионом су се налазила само на горњим крилима. Крила су између себе била повезана са четири пара паралелних упорница. Затезачи су били од клавирске челичне жице. Крила су била једнака по ширини и правоугаоног облика а доње крило је имало мањи размах од горњег крила.  Горње крило је било померено ка кљуну авиона у односу на доње крило. Конструкције репних  кормила правца и дубине су била направљена од дрвета пресвучена платном.
Стајни орган је био класичан фиксан са осовином, а на репном делу се налазила еластична дрвена дрљача.

## Варијанте

### Технички подаци фамилије авиона  Халберштат D.I/III[2]
| Величине               | Халберштат D.I                            | Халберштат D.II                           | Халберштат D.III                          |
| ---------------------- | ----------------------------------------- | ----------------------------------------- | ----------------------------------------- |
| Година производње      | 1916.                                     | 1916.                                     | 1916.                                     |
| Намена                 | ловац                                     | ловац                                     | ловац                                     |
| Посада                 | 1                                         | 1                                         | 1                                         |
| Дужина                 | 7,30 m                                    | 7,30 m                                    | 7,30 m                                    |
| Размах                 | 8,80 m                                    | 8,80 m                                    | 8,80 m                                    |
| Висина                 | m                                         | 2,66 m                                    | 2,66 m                                    |
| Површина крила         | 23,60 m²                                  | 24,00 m²                                  | 24,00 m²                                  |
| Маса празног           | 550 kg                                    | 520 kg                                    | 536 kg                                    |
| Полетна маса           | 740 kg                                    | 730 kg                                    | 746 kg                                    |
| Погон (мотор)          | Mercedes D I 105 KS                       | Mercedes D II 120 KS                      | Argus As II 120 KS                        |
| Највећа брзина 0 m     | 145 km/h                                  | 150 km/h                                  | 150 km/h                                  |
| Време успона на 1000 m |                                           | 4 min                                     | 3 min 30 sec                              |
| Време успона на 2000 m |                                           | 9 min                                     | 8 min 30 sec                              |
| Време успона на 3000 m |                                           | 15 min                                    | 14 min 30 sec                             |
| Плафон лета            | 4000 m                                    | 4500 m                                    | 4500 m                                    |
| Радијус                |                                           | 250 km                                    | 250 km                                    |
| Наоружање              | 1 х Parabellum MG 14 калибар 7,92 × 57 mm | 1 х Parabellum MG 14 калибар 7,92 × 57 mm | 1 х Parabellum MG 14 калибар 7,92 × 57 mm |

## Наоружање
| Наоружање авиона: Халберштат   |      |
| Ватрено (стрељачко) наоружање  |      |
| Топ                            |      |
| Митраљез                       |      |
| Број и ознака митраљеза        | 1    |
| Калибар                        | 7,92 |
| Бомбардерско наоружање (бомбе) |      |
| Ракетно наоружање (ракете)     |      |

## Оперативно коришћење
Авиони D.II су првобитно додељен за пратњу. Халберштадт D.II је био агилан авион који се широко користио на Западном фронту крајем 1916. године, почетком 1917. године. Боље верзије Халберштат D.I и D.II убрзо су пратили D.III и D.IV модели. Изграђено је укупно 96 примерака D.II, 54 комада D.III и 90 авиона D.IV. Када је већи број ловаца Албатрос почео да пристиже на фронт, авиони Халберштат су повучени из борбе и коришћени као тренажни авиони и авиони за обуку пилота.
У Турску је пребачено 1917. године, 33 авиона D.V. Турци су добили и неколико примерака D.II.

## Земље које су користиле овај авион
- Немачко царство
- Турска